# 音別町立二俣小中学校
音別町立二俣小中学校（おんべつちょうりつ ふたまたしょうちゅうがっこう）とは、かつて北海道音別町二俣にあった併設型の公立小学校・公立中学校。1906年に音別簡易教育所として開校し、1947年に校名変更。1997年閉校。

## 沿革
- 1906年4月2日 - 音別簡易教育所として開校。
- 1909年4月1日 - 音別教育所と変更
- 1918年3月29日 - 補習科設置
- 1923年3月20日 - 二俣尋常小学校と変更
- 1926年6月1日 - 二俣青年訓練所と変更
- 1931年4月13日 - 高等科を設置し二俣尋常小学校を開学
- 1941年4月1日 - 二俣国民学校と変更
- 1947年
  - 4月1日 - 二俣小学校に変更
  - 5月3日 - 二俣尋常小学校を二俣中学校に変更
- 1986年 - 小中学校の新校舎完成
- 1996年3月22日 - 二俣中学校閉校
- 1997年3月23日 - 二俣小学校閉校。その後、校舎は音別体験学習センター「こころみ」として利用[1]

### 旧二俣青年訓練所附属大井特別教授場
- 1934年4月1日 - 音別原野大井の沢（現音別町ヌプキベツ）に造材業の子弟のために開学
- 1936年3月31日 - 二俣青年訓練所に統合され閉校。その後、校舎は解体

### 旧音別第二小学校
- 1908年5月1日 - 音別第二教育所として音別原野西1線1992の2に開校。
- 1918年9月1日 - 音別第二尋常小学校に変更
- 1941年4月1日 - 音別第二国民学校と変更
- 1947年4月1日 - 音別第二小学校に変更。
- 1965年3月31日 - 二俣小学校に統合され閉校。その後、地区会館として利用

### 旧上音別小中学校
- 1918年9月15日 - 音別第二尋常小学校附属上音別教授場として音別原野基線268の1に開校。
- 1928年5月10日 - 上音別尋常小学校と改称。
- 1941年4月1日 - 上音別国民学校と変更
- 1947年4月1日 - 上音別小学校に変更。
- 1950年4月1日 - 二俣中学校上音別分校を設置
- 1954年4月1日 - 二俣中学校上音別分校を上音別中学校に改称
- 1965年3月31日 - 二俣小中学校に統合され閉校。その後、校舎は解体

### 旧霧里小学校
- 1917年5月14日 - 霧里特別教授場として霧里原野基線19に開校。
- 1929年4月26日 - 霧里尋常小学校と改称。
- 1941年4月1日 - 霧里国民学校と変更
- 1947年4月1日 - 霧里小学校に変更。
- 1967年3月24日 - 二俣小学校に統合され閉校。付近はキャンプ場となっているが、校舎は存置

### 旧中音別小学校
- 1948年6月9日 - 中音別444番地に開校。
- 1965年3月31日 - 二俣小学校に統合され閉校。その後、校舎は解体[2]